# Velika nagrada Evrope 2009
Velika nagrada Evrope 2009 je bila enajsta dirka Svetovnega prvenstva Formule 1 v sezoni 2009. Odvijala se je 23. avgusta 2009 na španskem cestnem dirkališču Valencia Street Circuit v Valenciji. Na dirki je zmagal Rubens Barrichello, Brawn-Mercedes, drugo mesto je osvojil Lewis Hamilton z McLaren-Mercedesom, tretje pa Kimi Räikkönen s Ferrarijem.
Barrichello, ki je zmagal s tretjega štartnega mesta, je dosegel prvo zmago po petih letih, saj je zadnjo dosegel na dirki za Veliko nagrado Kitajske 2004, ko je dirkal še za Ferrari. To je bila njegova deseta zmaga v karieri in stota zmaga za Brazilijo v zgodovini Formule 1. Dvoboj za zmago je bil odločen po drugih postankih, ko je Barrichello uspel prehiteti do tedaj vodilnega Hamiltona, ki je štartal iz najboljšega štartnega položaja. Räikkönen je po dobrem štartu drugič zapored osvojil tretje mesto. 
Poškodovanega Felipeja Masso je po tem, ko Michael Schumacher ni prestal zdravniškega testa zaradi poškodbe vratu, nadomestil Ferrarijev testni dirkač Luca Badoer, ki je pred tem zadnjo dirko v Formuli 1 odpeljal v sezoni 1999. Badoer je dirko končal na sedemnajstem mestu. Na dirki je Romain Grosjean debitiral v Formuli 1 v Renaultu, na dirki je bil petnajsti. 

## Rezultati
‡ - dirkalniki opremljeni s sistemom KERS.

### Kvalifikacije
| Poz | Št | Dirkač               | Konstruktor          | 1. del   | 2. del   | 3. del   | Št. m. |
| --- | -- | -------------------- | -------------------- | -------- | -------- | -------- | ------ |
| 1   | 1‡ | Lewis Hamilton       | McLaren-Mercedes     | 1:38,649 | 1:38,182 | 1:39,489 | 1      |
| 2   | 2‡ | Heikki Kovalainen    | McLaren-Mercedes     | 1:38,816 | 1:38,230 | 1:39,532 | 2      |
| 3   | 23 | Rubens Barrichello   | Brawn-Mercedes       | 1:39,019 | 1:38,076 | 1:39,563 | 3      |
| 4   | 15 | Sebastian Vettel     | Red Bull-Renault     | 1:39,295 | 1:38,273 | 1:39,789 | 4      |
| 5   | 22 | Jenson Button        | Brawn-Mercedes       | 1:38,531 | 1:38,601 | 1:39,821 | 5      |
| 6   | 4‡ | Kimi Räikkönen       | Ferrari              | 1:38,843 | 1:38,782 | 1:40,144 | 6      |
| 7   | 16 | Nico Rosberg         | Williams-Toyota      | 1:39,039 | 1:38,346 | 1:40,185 | 7      |
| 8   | 7  | Fernando Alonso      | Renault              | 1:39,155 | 1:38,717 | 1:40,236 | 8      |
| 9   | 14 | Mark Webber          | Red Bull-Renault     | 1:38,983 | 1:38,625 | 1:40,239 | 9      |
| 10  | 5  | Robert Kubica        | BMW Sauber           | 1:38,806 | 1:38,747 | 1:40,512 | 10     |
| 11  | 6  | Nick Heidfeld        | BMW Sauber           | 1:39,032 | 1:38,826 |          | 11     |
| 12  | 20 | Adrian Sutil         | Force India-Mercedes | 1:39,145 | 1:38,846 |          | 12     |
| 13  | 10 | Timo Glock           | Toyota               | 1:39,459 | 1:38,991 |          | 13     |
| 14  | 8  | Romain Grosjean      | Renault              | 1:39,322 | 1:39,040 |          | 14     |
| 15  | 12 | Sébastien Buemi      | Toro Rosso-Ferrari   | 1:38,912 | 1:39,514 |          | 15     |
| 16  | 21 | Giancarlo Fisichella | Force India-Mercedes | 1:39,531 |          |          | 16     |
| 17  | 17 | Kazuki Nakadžima     | Williams-Toyota      | 1:39,795 |          |          | 17     |
| 18  | 9  | Jarno Trulli         | Toyota               | 1:39,807 |          |          | 18     |
| 19  | 11 | Jaime Alguersuari    | Toro Rosso-Ferrari   | 1:39,925 |          |          | 19     |
| 20  | 3‡ | Luca Badoer          | Ferrari              | 1:41,413 |          |          | 20     |

### Dirka
| Poz | Št | Dirkač               | Konstruktor          | Krogi | Čas/Odstop  | Št. m. | Toč |
| --- | -- | -------------------- | -------------------- | ----- | ----------- | ------ | --- |
| 1   | 23 | Rubens Barrichello   | Brawn-Mercedes       | 57    | 1:35:51,289 | 3      | 10  |
| 2   | 1‡ | Lewis Hamilton       | McLaren-Mercedes     | 57    | + 2,358 s   | 1      | 8   |
| 3   | 4‡ | Kimi Räikkönen       | Ferrari              | 57    | + 15,994 s  | 6      | 6   |
| 4   | 2‡ | Heikki Kovalainen    | McLaren-Mercedes     | 57    | + 20,032 s  | 2      | 5   |
| 5   | 16 | Nico Rosberg         | Williams-Toyota      | 57    | + 20,870 s  | 7      | 4   |
| 6   | 7  | Fernando Alonso      | Renault              | 57    | + 27,744 s  | 8      | 3   |
| 7   | 22 | Jenson Button        | Brawn-Mercedes       | 57    | + 34,913 s  | 5      | 2   |
| 8   | 5  | Robert Kubica        | BMW Sauber           | 57    | + 36,667 s  | 10     | 1   |
| 9   | 14 | Mark Webber          | Red Bull-Renault     | 57    | + 44,910 s  | 9      |     |
| 10  | 20 | Adrian Sutil         | Force India-Mercedes | 57    | + 47,935 s  | 12     |     |
| 11  | 6  | Nick Heidfeld        | BMW Sauber           | 57    | + 48,822 s  | 11     |     |
| 12  | 21 | Giancarlo Fisichella | Force India-Mercedes | 57    | + 1:03,614  | 16     |     |
| 13  | 9  | Jarno Trulli         | Toyota               | 57    | + 1:04,527  | 18     |     |
| 14  | 10 | Timo Glock           | Toyota               | 57    | + 1:26,519  | 13     |     |
| 15  | 8  | Romain Grosjean      | Renault              | 57    | + 1:31,774  | 14     |     |
| 16  | 11 | Jaime Alguersuari    | Toro Rosso-Ferrari   | 56    | +1 krog     | 19     |     |
| 17  | 3‡ | Luca Badoer          | Ferrari              | 56    | +1 krog     | 20     |     |
| 18  | 17 | Kazuki Nakadžima     | Williams-Toyota      | 54    | +3 kroi     | 17     |     |
| Ods | 12 | Sébastien Buemi      | Toro Rosso-Ferrari   | 41    | Zavore      | 15     |     |
| Ods | 15 | Sebastian Vettel     | Red Bull-Renault     | 23    | Motor       | 4      |     |